# San-marinesische Billie-Jean-King-Cup-Mannschaft
Die san-marinesische Billie-Jean-King-Cup-Mannschaft war die Tennisnationalmannschaft San Marinos, die im Billie Jean King Cup eingesetzt wurde.

## Geschichte
San Marino nahm 1997 das einzige Mal am Billie Jean King Cup teil. In der Gruppe II der Europa/Afrika-Gruppenzone C bestritt das Team fünf Begegnungen und gewann lediglich gegen Äthiopien, die übrigen Spiele gingen verloren. Die Mannschaft bestand aus Francesca Guardigli und Laura Gatti.

## Spielerinnen der Mannschaft
(Stand: 1. August 2022)
| Spielerinnen        | Einsätze | Einsätze | Einsätze | Einsätze | Bilanz Sieg:Niederlage | Bilanz Sieg:Niederlage | Bilanz Sieg:Niederlage | Bilanz Sieg:Niederlage |
| Spielerinnen        | Erster   | Letzter  | Anzahl   | Jahre    | Einzel                 | Doppel                 | Gesamt                 |                        |
| ------------------- | -------- | -------- | -------- | -------- | ---------------------- | ---------------------- | ---------------------- | ---------------------- |
| Laura Gatti         | 1997     | 1997     | 5        | 1        | 01:4                   | 01:4                   | 02:8                   |                        |
| Francesca Guardigli | 1997     | 1997     | 5        | 1        | 04:1                   | 01:4                   | 05:5                   |                        |